# In Pieces
„In Pieces” – piosenka grupy Linkin Park z albumu Minutes to Midnight.

## O utworze
Utwór jest jedenastą piosenką na płycie. Opowiada ona o rozstaniu wokalisty z jego pierwszą żoną. Utwór ma podobną strukturę muzyczną, co inny utwór z albumu – Valentine's Day, czyli Mike Shinoda gra w nim najdłużej na syntezatorze, a rzadziej na gitarze rytmicznej. Perkusja pojawia się w nim dopiero przed drugą zwrotką. Jest to także kolejny utwór zespołu z płyty, w którym pojawia się mocne i charakterystyczne solo gitary Brada.

## Wykonaniana żywo
Utwór był grany regularnie podczas dwóch tras koncertowych promujących album Minutes to Midnight, podobnie jak np. kompozycja The Little Things Give You Away.

## Twórcy
- Chester Bennington – wokale główne
- Mike Shinoda – syntezator, pianino, wokale wspierające, gitara rytmiczna
- Rob Bourdon – perkusja
- Brad Delson – gitara prowadząca
- Phoenix – gitara basowa
- Joe Hahn – turntablizm, miksowanie, sampler